# Миронов Микола Миколайович
Миронов Микола Миколайович (5 травня 1901, Київ, Російська імперія — 1998, Україна) — український педагог, методист з початкового навчання, історик та ідеолог дитячих та юнацьких громадських рухів, автор підручників для читання в початкових класах.

## Біографія
Народився 5 травня 1901 року в Києві в сім'ї залізничника.
З 1909 по 1919 рік навчався в 1-й Київській гімназії. У 1917 році був одним із організаторів соціалістичного союзу молоді в Києві.
З квітня 1919 року — слухач перших в Україні педагогічних курсів для підготовки керівників дитячих трудових комун. У березні 1920 року працював інструктором дитячих будинків та учителем російської мови у Гомелі. З квітня 1920 року — політрук батальйону Червоної армії. Демобілізувався у вересні 1921 року, до грудня 1922 року — комсомольський працівник у Вінниці та Чернігові.
У січні 1923 року став очільником новоствореного Центрального бюро комуністичного дитячого руху (ЦБ КДР). За активної участі Миколи Миронова у квітні 1923 року вийшов 1-ший номер дитячого журналу «Червоні квіти», а згодом — щомісячник «Октябрьские всходы».
З 1924 по 1927 рік — навчався в Харківському інституті народної освіти, після закінчення якого вступив до аспірантури Українського науково-дослідного інституту педагогіки (УНДІП). 10 грудня 1930 року захистив дисертацію з проблем розумового виховання. У травні 1931 року — отримав вчене звання наукового співробітника і отримав в УНДІП посаду завідувача секцією дитячої літератури.
З 1934 по 1939 рік — працював головним редактором видавництва «Дитяча література» у Харкові. Після переїзду видавництва до Києва став проректором з наукової роботи Харківського державного педагогічного інституту.
Під час війни перебував в евакуації, проводив викладацьку та наукову роботу. Певний час працював доцентом кафедри педагогіки Уральського та директором Старобільського педагогічних інститутів.
Після звільнення Києва отримав посаду головного редактора видавництва «Радянська школа». З 1946 року — доцент кафедри педагогіки, а потім — кафедри методики початкового навчання Київського державного педагогічного інституту ім. О. М. Горького.
З 1980 по 1995 рік — старший науковий співробітник лабораторії історії та теорії педагогіки Інституту педагогіки АПН України.
Помер у 1998 році у віці 97 років.

## Науково-освітня робота
Вчений укладав збірки теоретико-методичних матеріалів з питання вітчизняного та зарубіжного комуністичного дитячого руху: «Хрестоматия по детскому движению» (1924, 1926), «Молоді ленінці на селі» (1925), «Заминка в комдетдвижении» (1926), «Чергові завдання комдитруху (Матеріяли III Всеукрнаради комдитруху)» (1926).
Розвідки про розвиток дитячого руху публікували в журналах «Дитячий рух», «Радянська освіта» (під рубриками «Дитячий рух», «Дитрух — соцвих»), «Радянська школа», «Червоні квіти», «Октябрьские всходы»; газет «Молодь України», «Вісті» та ін.
На початку 1930-х років написав кілька навчальних посібників з читання для різних класів початкової школи, працював над проблемами удосконалення техніки читання в дітей молодшого шкільного віку, вироблення вміння читати мовчки, над розвитком мовленнєвих навичок учнів 3–4 класу початкової школи. Цій тематиці в основному і присвячений доробок вченого.
На посаді редактора видавництва «Радянська школа» багато працював над подальшим розвитком методики пояснювального читання як засобу розвитку мови, мислення, виховання дітей молодшої школи, досліджував педагогічний спадок К. Ушинського та Л. Толстого.
За словами Л. Пироженко, Микола Миколайович Миронов до кінця життя залишився ідеологом, пропагандистом та істориком дитячого руху «з глибоким переконанням у тому, що без активної участі у громадському житті школи, села, міста, країни, без дитячої організації — неможливе повноцінне виховання та соціалізація дитини».

### Читанка Миронова
Роботу над першим посібником вчений розпочав у 1929 році у співавторстві з Яковом Чепігою (вийшла в 1930 році під назвою «Робоча книжка з мови, літератури й суспільсьвознавства для III класу»). Цей підручник у дещо переробленому вигляді перевидавався і використовувався в навчальному процесі аж до 1956 року.
Читанка побудована за принципом тематичного зближення — внутрішнього тематичного та ідейного зв'язку матеріалів. Усі наступні теми логічно пов'язані з попередніми.
Щороку в учительських колективах читанку рецензували, автор отримував листи із зауваженнями та порадами. Удосконалення та добір текстів М. М. Миронов проводив за трьома напрямами:
- визначення загальної кількості важких для розуміння учнів слів та понять, які слід засвоїти учням під час читання твору;
- визначення допустимого навантаження на урок, тему;
- розподіл нових понять за галузями (індустріальне виробництво, сільське господарство, природа, мистецтво, суспільство, побут тощо).

Нові поняття розкривалися засобами синонімічного пояснення, порівняння, введення слова в контекст.
Методичний апарат читанок М. М. Миронова (запитання до текстів, завдання, поради для позакласного читання тощо) спрямований на застосування в роботі з підручником. Серед таких вправ: словникові роботи, бесіди за прочитаним текстом, переказ, складання плану, здійснення переходу до позакласного читання художньої літератури, газет і журналів.
У 1932 році на республіканському конкурсі читанок отримала першу премію «Літературна читанка для 4 класу» шкіл з української мови навчання. Він був визнаний найкращим на конкурсі 1946 року і з деякими змінами та доповненнями перевидавався аж до 1969 року, коли читання в 4 класі було замінене українською літературою (всього підручник мав 35 перевидань).

## Нагороди та визнання
- Грамота товариства «Знання» УРСР (1967)
- Грамота Республіканського педагогічного музею УРСР (1971)
- Почесна грамота ЦК ЛКСМ (1968, 1979)
- Почесна грамота КДПІ ім. Горького (1982)
- Виставка у ПМУ «Сіяч розумного, вічного», присвячена 110-й річниці дня народження педагога (у травні-червні 2011)[3]